# تسرب حسي
التسرب الحسي (بالإنجليزية: Sensory leakage)‏ هو مصطلح يستخدم للإشارة إلى المعلومات التي تُنقل إلى الشخص بالوسائل التقليدية (بخلاف ظاهرة بسي) أثناء إجراء تجربة في علم ما وراء النفس.
على سبيل المثال، عندما يتلقى الشخص في تجربة لإدراك خارج الحواس إشارة بصرية - مثل انعكاس بطاقة زينر في نظارات حامل البطاقة - يمكن أن يقال وقتها أن التسرب الحسي قد وقع.

## التاريخ

بطاقات زينر

درس علماء مثل دونوفان راوكليف (1952) و سيم هانسيل (1980) وراي هيمان (1989) وأندرو نيهر (2011) تاريخ تجارب بسي من أواخر القرن التاسع عشر حتى الثمانينيات. وتم التحقيق في كل تجربة، وتم اكتشاف عيوب ونقاط ضعف بحيث لم يتم استبعاد إمكانية التفسيرات الطبيعية (مثل الإشارات الحسية) أو الخداع. وقد ثبت أن البيانات الناتجة من شقيقة كريري وتجارب سوال- غولدني احتيالية، واحدة من موضوعات تجارب سميث بلاكبيرن اعترفت بالاحتيال، وتجربة بروجمانز، والتجارب التي كتبها جون إي. كوفر وتلك التي أجراها جوزيف غيثر برات ولم يستبعد هلموت شميت إمكانية وجود إشارات حسية أو خداع.
في القرن العشرين قام جب رين بإجراء تجارب عن إدراك خارج الحواس. وتجاربه كانت فاقدة للمصداقية بسبب اكتشاف أن التسرب الحسي أو الغش يمكن أن يمثل في كل النتائج التي تم التوصل إليها، مثل أن يكون المختر قادر على قراءة الرموز من الجزء الخلفي من البطاقات

## تجربة الحقل الكامل

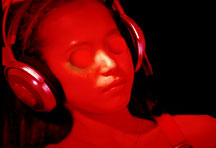
أحد المشاركين في تجربة التخاطر

كانت لدراسات تجارب الحقل الكامل التي فحصها راي هيمان وتشارلز هونورتون مشاكل منهجية تم توثيقها بشكل جيد. وأفاد هونورتون بأنه فقط 36٪ من الدراسات استخدمت مجموعات هدف مكررة من الصور لتجنب التعامل مع التلميحات. واكتشف هيمان عيوبا في جميع التجارب التي أجريت في غانزفيلد وعددها 42، ولتحقيق كل تجربة، وضع مجموعة من 12 فئة من العيوب. وتناولت ستة منها عيوب إحصائية، وشملت الستة الأخرى العيوب الإجرائية مثل عدم كفاية الوثائق، والعشوائية والأمن، فضلا عن إمكانيات التسرب الحسي. فشل أكثر من نصف الدراسات في الوقاية من التسرب الحسي، وجميع الدراسات تحتوي على واحد على الأقل من العيوب الـ 12.

## الرؤية عن بعد
حاول عالمي النفس ديفيد ماركس وريتشارد كامان تكرار تجارب رسل تارج وهارولد بوثوف للرؤية عن بعد. وفي سلسلة من خمسة وثلاثين دراسة، كانوا غير قادرين على تكرار النتائج حتى التحقيق في إجراء التجارب الأصلية. واكتشف ماركس وكامان أن الملاحظات التي أعطيت للحكام في تجارب تارج وبوثوف تحتوي على أدلة حول الترتيب الذي تم تنفيذه، مثل الإشارة إلى هدفي الأمس، أو كان لديهم تاريخ الجلسة المكتوبة في أعلى الصفحة . وخلصوا إلى أن هذه الأدلة كانت السبب في ارتفاع معدلات الإصابة.